# Trinity (工藤静香のアルバム)
『Trinity』（トリニティ）は、工藤静香の7枚目のスタジオ・アルバム。1992年3月18日発売。発売元はポニーキャニオン。

## 概要
タイトルの ″トリニティ″ とは、″三人組″、″三位一体″ 等を意味する。
シングル「めちゃくちゃに泣いてしまいたい」を収録。香港盤では1曲目に広東語での挨拶が収録されている。
「霧の彼方へ」は、工藤が選曲した2枚組ベストアルバム『She Best of Best』（1996年12月16日）にも収録されている。シングルとして発売したかったとインタビューで語ったことがある。同じく「黄昏が夜になる」も上記のベスト盤に収録された。工藤はアルバム発売時のインタビューで、「この曲は発売から月日が経った或る日、有線放送で流れたのを偶然耳にしてあらためて、楽曲の良さに気付いた」とコメントしている。同曲は2007年夏に東京・大阪で行われたソロデビュー20周年記念コンサート「Shizuka Kudo 20th Anniversary the Best」でも披露された。
「捨てられた猫じゃないから」は8分近くある楽曲となっている（エンディングが長い）。

## 収録曲
| 全作曲: 後藤次利、全編曲: 後藤次利（M-1, ブラスアレンジ: 門倉聡）。 |                                    |            |            |      |
| #                                                                   | タイトル                           | 作詞       | 作曲・編曲 | 時間 |
| 1.                                                                  | 「めちゃくちゃに泣いてしまいたい」 | 松井五郎   | 後藤次利   | 4:59 |
| 2.                                                                  | 「MOONLIGHTのせいじゃない」        | 松井五郎   | 後藤次利   | 5:26 |
| 3.                                                                  | 「my eyes」                        | 三浦徳子   | 後藤次利   | 4:56 |
| 4.                                                                  | 「あなたのいない風景」             | 安藤芳彦   | 後藤次利   | 5:28 |
| 5.                                                                  | 「マジック」                       | 愛絵理     | 後藤次利   | 4:21 |
| 6.                                                                  | 「ニュースの中の青春」             | 安藤芳彦   | 後藤次利   | 5:50 |
| 7.                                                                  | 「霧の彼方へ」                     | 三浦徳子   | 後藤次利   | 4:16 |
| 8.                                                                  | 「ふたりにさせて」                 | 康珍化     | 後藤次利   | 5:13 |
| 9.                                                                  | 「黄昏が夜になる」                 | 森本抄夜子 | 後藤次利   | 5:04 |
| 10.                                                                 | 「捨てられた猫じゃないから」       | 松井五郎   | 後藤次利   | 7:40 |
| 合計時間:                                                           | 合計時間:                          | 合計時間:  | 53:13      |      |